# Džidda
Džidda (arabsky جدّة‎, Džidda anglicky Jeddah,  Jiddah, Jidda nebo Jedda) je důležité město a přístav v Saúdské Arábii na pobřeží Rudého moře. Je to největší město v provincii Mekka a po Rijádu druhé největší město v zemi. 
V roce 2022 zde žilo 3 751 722 obyvatel.

## Název
Název města se vysvětluje dvěma způsoby. Podle jednoho slovo znamená prostě „pobřeží“. Běžnější je druhý výklad podle arabského jaddah – babička. Podle legendy se ve městě nachází hrob Evy, „babičky lidstva“. Domnělý hrob byl v roce 1975 na příkaz duchovních zalit betonem, protože někteří muslimští poutníci porušovali tradice a modlili se u Evina hrobu.
Přibližně dvacet kilometrů severně od města leží mezinárodní letiště Krále Abda al-Azíze.

## Podnebí
Džidda má jedno z nejteplejších podnebí na zemi mezi velkými městy, s průměrnou roční teplotou přesahující 30 °C. Léta ovšem nevykazují takové extrémní hodnoty, jako např. Rijád, maxima se pohybují kolem 36 °C a v noci v tomto období teploty málokdy spadnou pod 31 °C. Pocitovou teplotu dále zvyšuje vysoká vlhkost vzduchu. V zimních měsících (prosinec, leden) se nejvyšší teploty během dne blíží 30 °C, kdežto v noci občas klesnou mírně pod 20 °C. Podnebí je tedy celoročně vyvážené, s relativně malými výkyvy.
Srážek je obecně malé množství, ovšem více, než například v Egyptském Asuánu či letovisku Marsá Alam.

## Historie

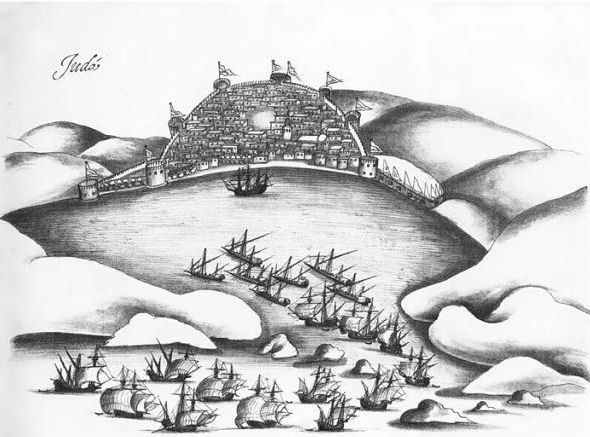
Portugalci připluli do přístavu v Džiddě (1517)

Město existovalo nejméně od 6. století, jistě před vznikem islámu. Od vlády chalífy Uthmánaíbn Affána v 7. století zvyšovala jeho význam blízkost  posvátné Mekky, protože sloužilo jako přístav, do něhož připlouvalo množství poutníků, putujících do Mekky. 
 Roku 1517 připluli do Džiddy portugalští kolonisté. 
Od roku 1916 byla Džidda součástí království Hidžáz. V roce 1926 ji dobyl Ibn Saúd, pozdější sjednotitel Saúdské Arábie.
Po 2. světové válce začala Džidda vzkvétat, hlavně díky vysokým příjmům z těžby ropy. Město se celkově zmodernizovalo, přístav byl rozšířen.

## Ekonomika
Je považováno za hlavní město saúdského obchodu a nejbohatší město Blízkého východu i celé západní Asie. Dříve bylo i diplomatickým centrem Saúdské Arábie, bylo zde např. Ministerstvo zahraničních věcí nebo velvyslanectví cizích zemí, ale řada těchto orgánů se přestěhovala do Rijádu.
Džidda je také branou do Mekky, nejsvětějšího města islámu, které musí pravověrný muslim navštívit alespoň jedenkrát za život.

## Památky a  turistické cíle

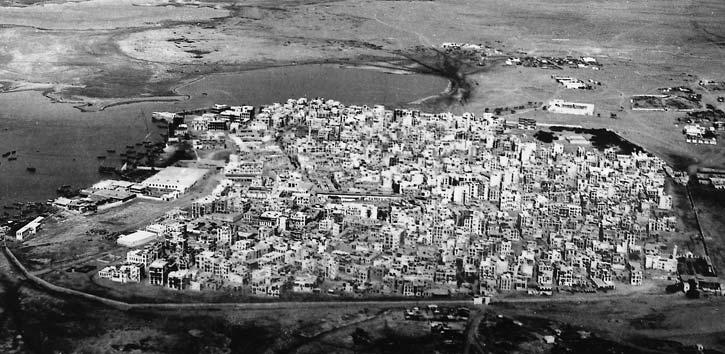
Džidda v roce 1938

Džidda je moderní velkoměsto, jeho historické centrum Al-Bala si přesto zachovává starou zástavbu, a proto bylo zapsáno na seznam Světového dědictví UNESCO. Patří k němuː
- Stará městská brána
- Ruiny nizozemského křesťanského chrámu
- Domy z korálového kamene
- Mešita Al-Mimar
- Asfad – ottomanská pevnost z počátku 19. století
- Palác Bayta Nasifa (Naseefa), obytný dům se salónem z let 1872–1882, obchodník a guvernér Džiddy zde mj. přijímal návštěvy včetně králů
- Regionální muzeum archeologie a etnografie

### Moderní architektura
- Mešita krále Saúda
- Fontána krále Fahda – byla postavena v letech 1980–1983. Stříká do výšky 260–312 m, je viditelná z velké dálky. Městu ji věnoval král Fahd bin Abd al-Azíz, po němž se jmenuje. V Guinessově knize rekordů je uvedena jako nejvyšší na světě.
- Jeddah Tower – údajně nejvyšší mrakodrap světa o výšce 1000 m, tvoří část nového městského komplexu Jeddah Economic City. Výstavba trvala více než 5 let.[2]

## Vzdělání
V září 2009 byla asi 80 kilometrů od Džiddy na pobřeží Rudého moře otevřena moderní, špičkově vybavená Technická a přírodovědecká univerzita krále Abdalláha, která má kolem dvou tisíce studentů. Saúdská Arábie do vzniku univerzity investovala 1,5 miliardy dolarů. Během tří let byl vybudován univerzitní komplex o ploše 36 kilometrů čtverečních.. Univerzitní knihovna vlastní mimo  jiné 16 tisíc svazků knih knih historické knihovny Bayta Nasifa.

## Slavnosti
- Mezinárodní filmový festival Rudého moře je putovní akce, v Džiddě se konal roku 2015.
- Mezinárodní knižní veletrh se koná každoročně počátkem prosince.

## Galerie

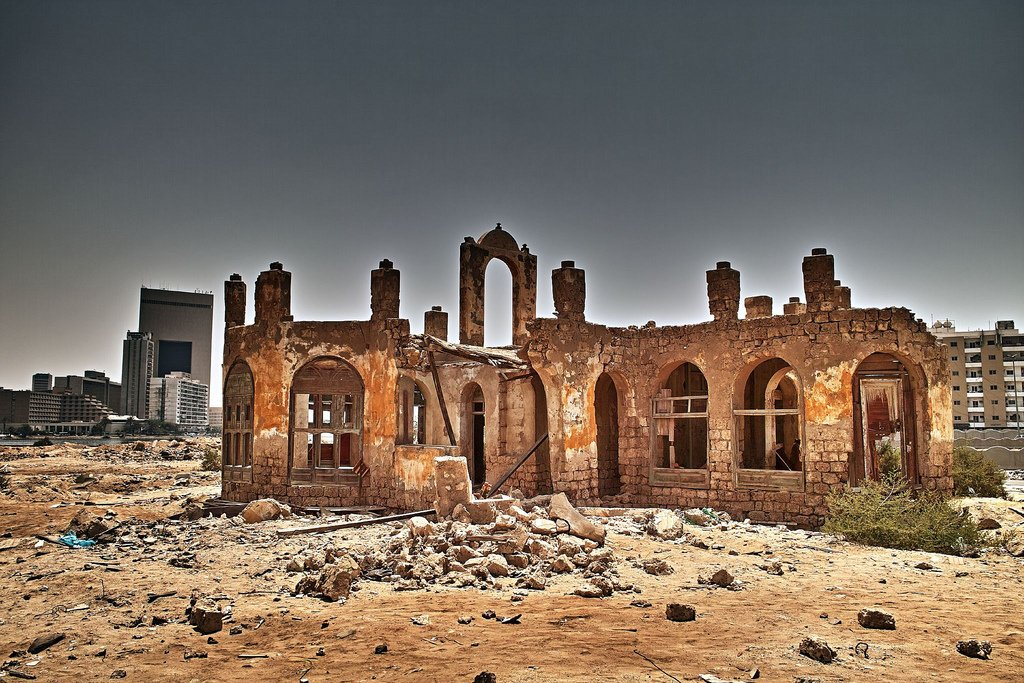
Ruiny křesťanského chrámu
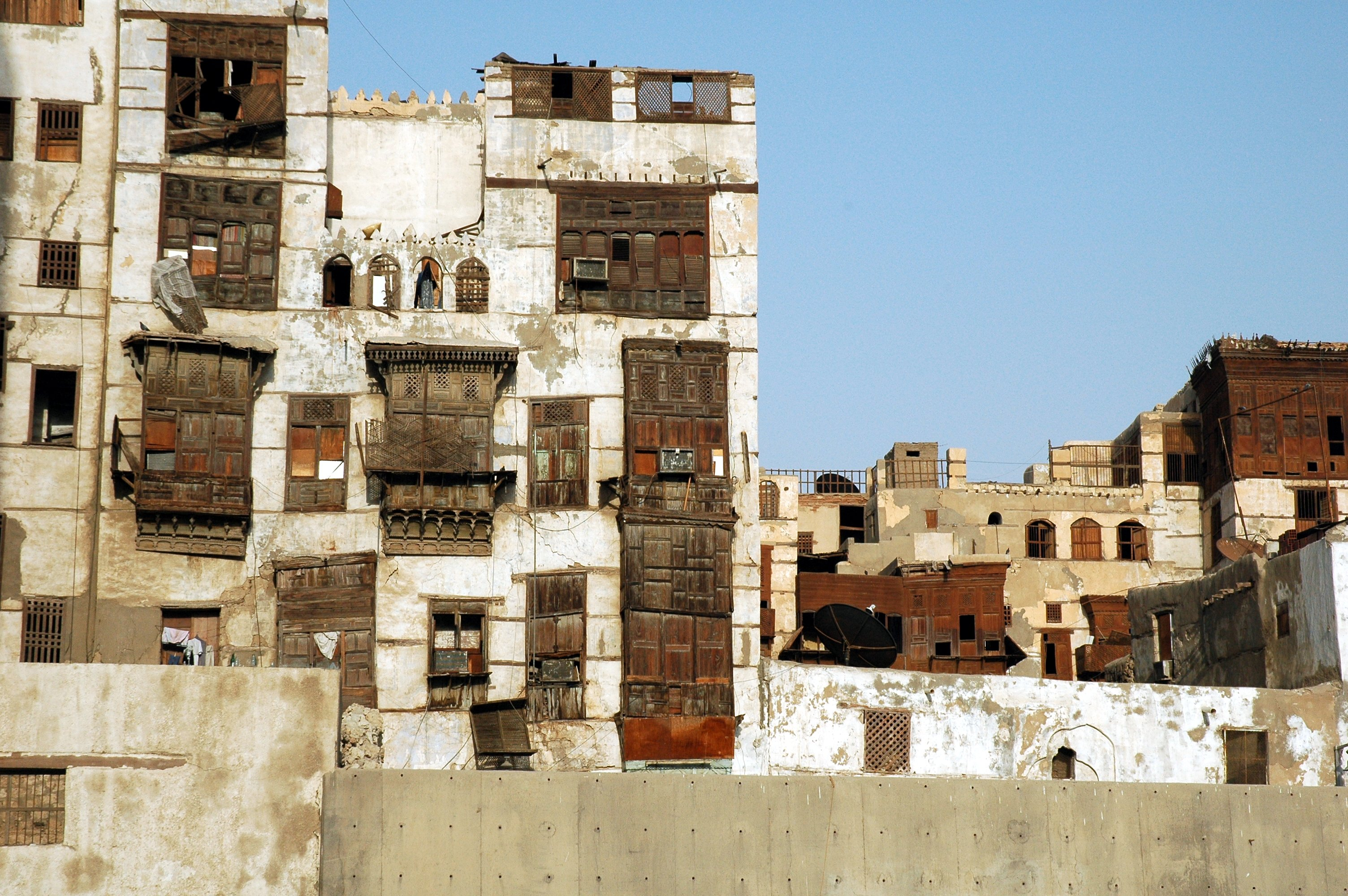
Korálové domy
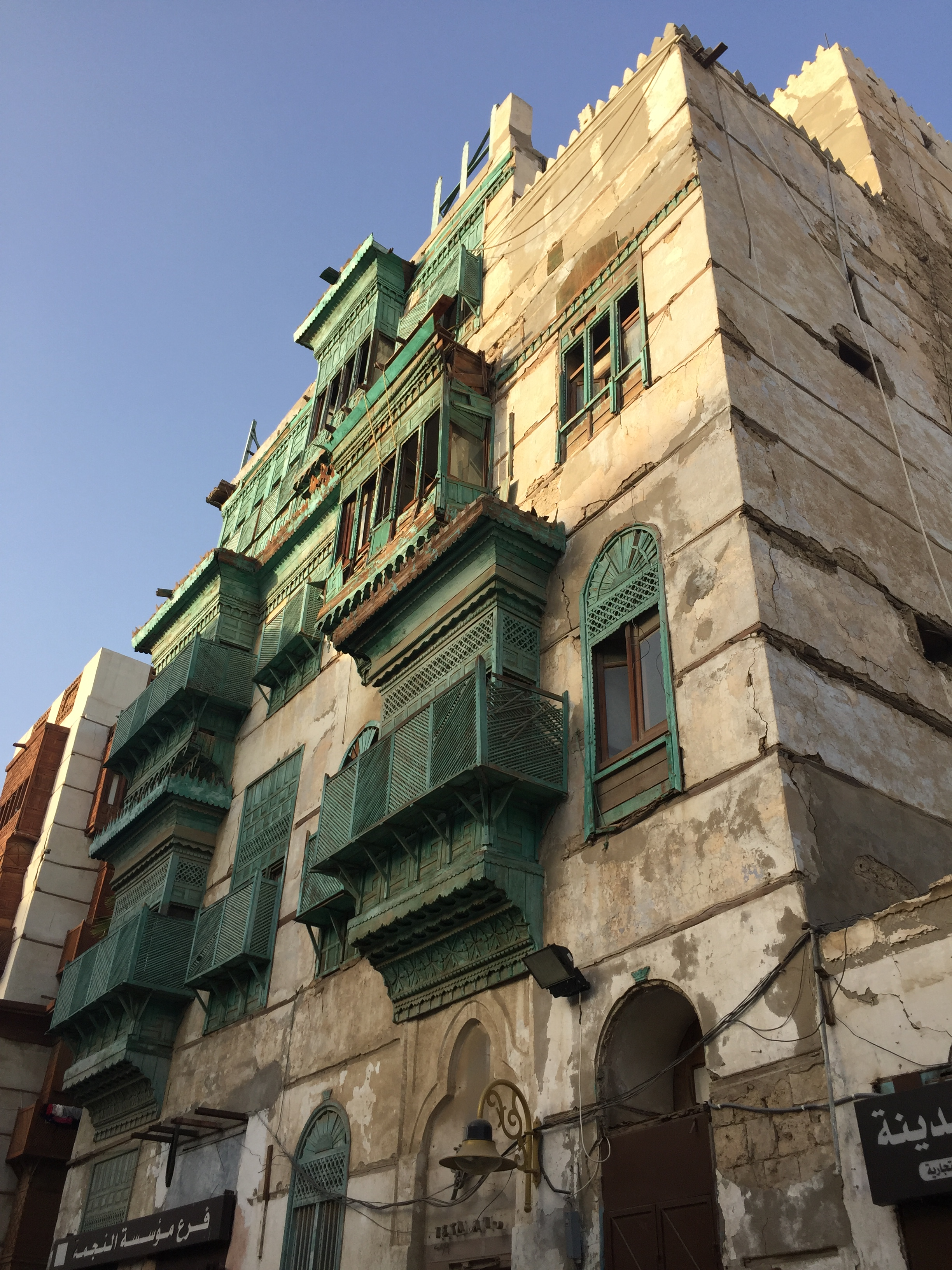
Dům ve staré Džiddě
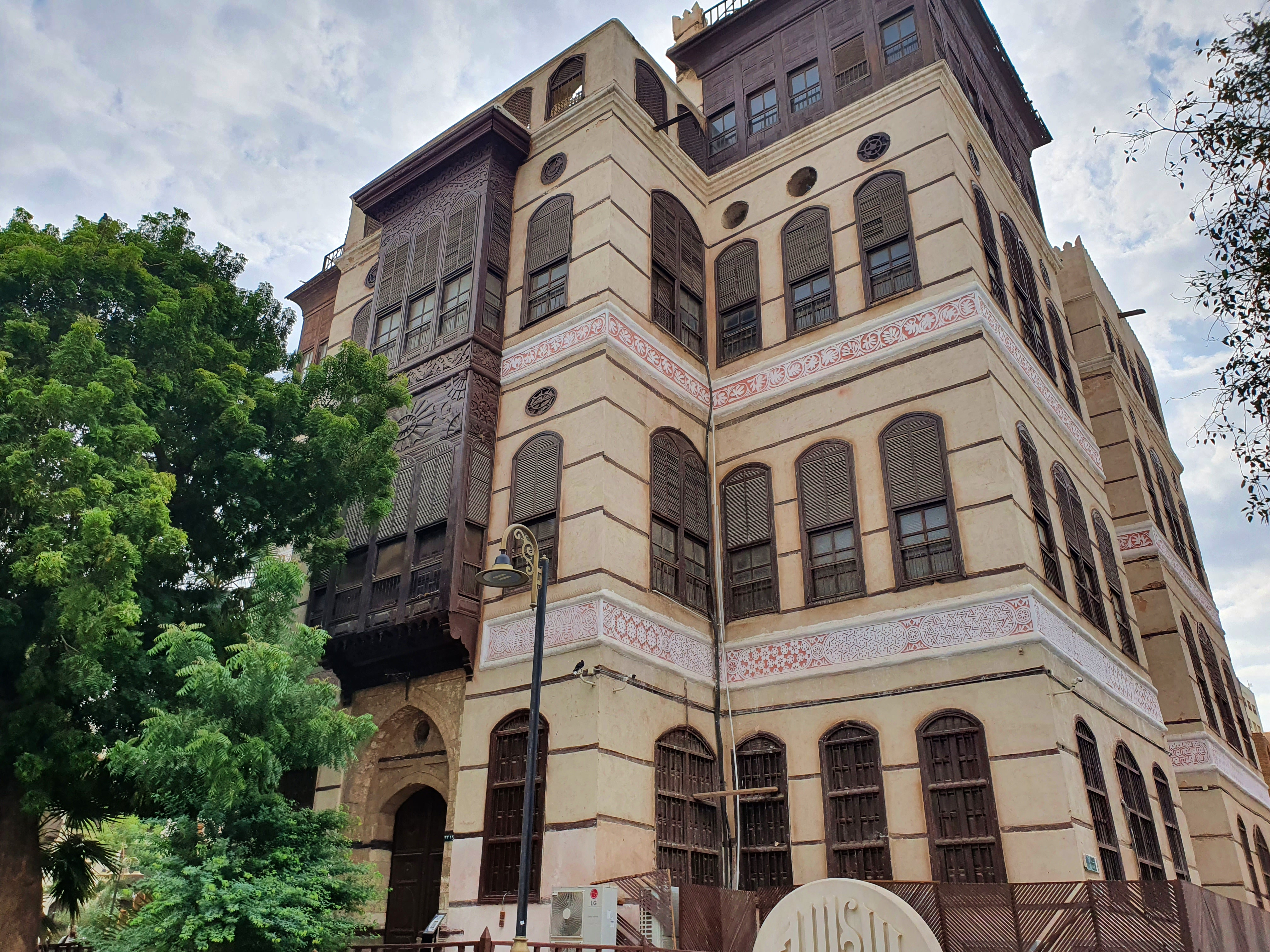
Palác Bayta Nasifa
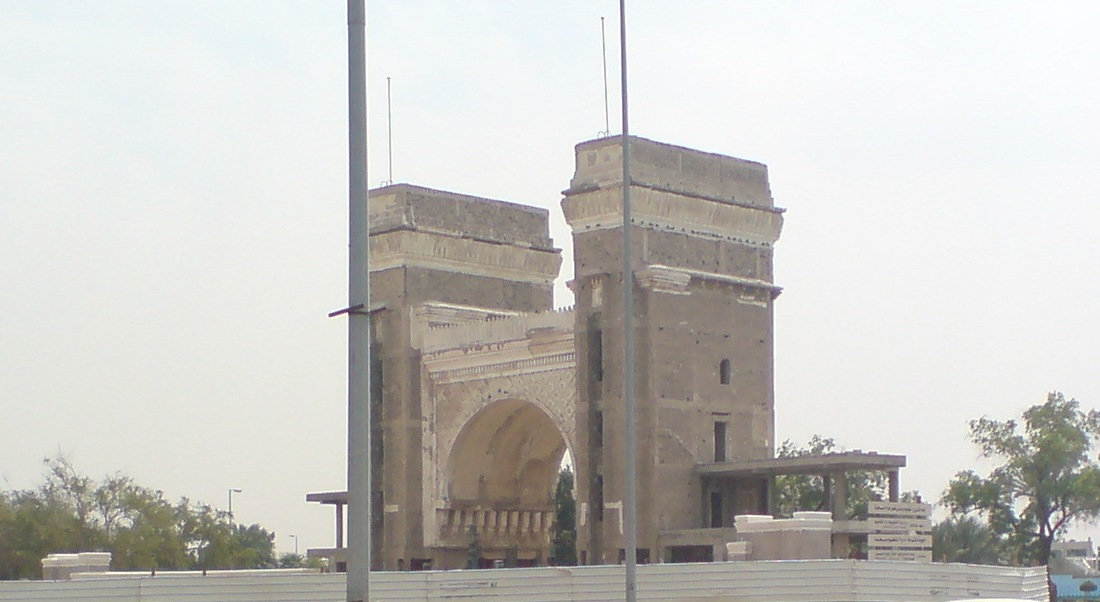
Stará městská brána
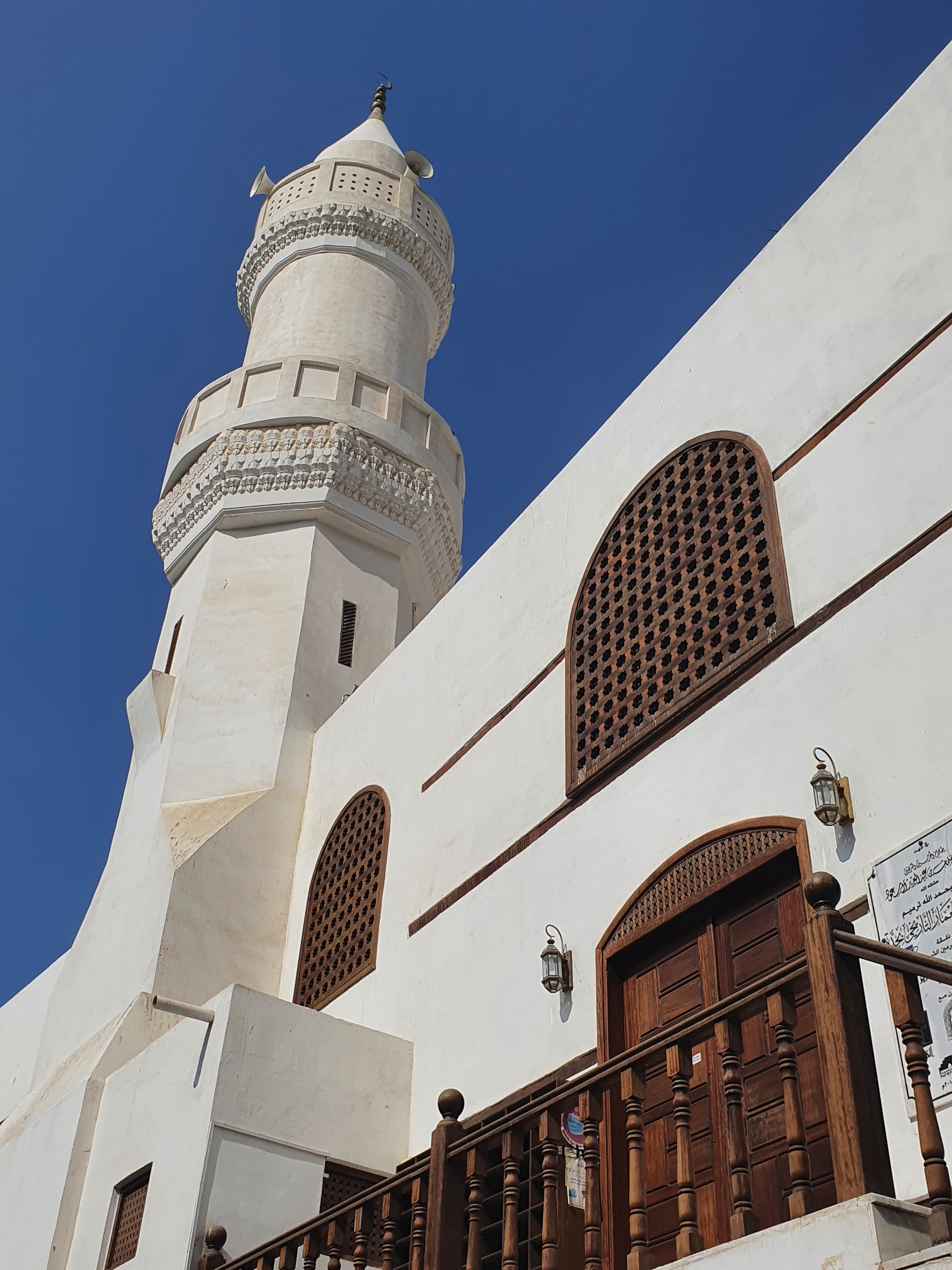
Mešita Al-Mimar
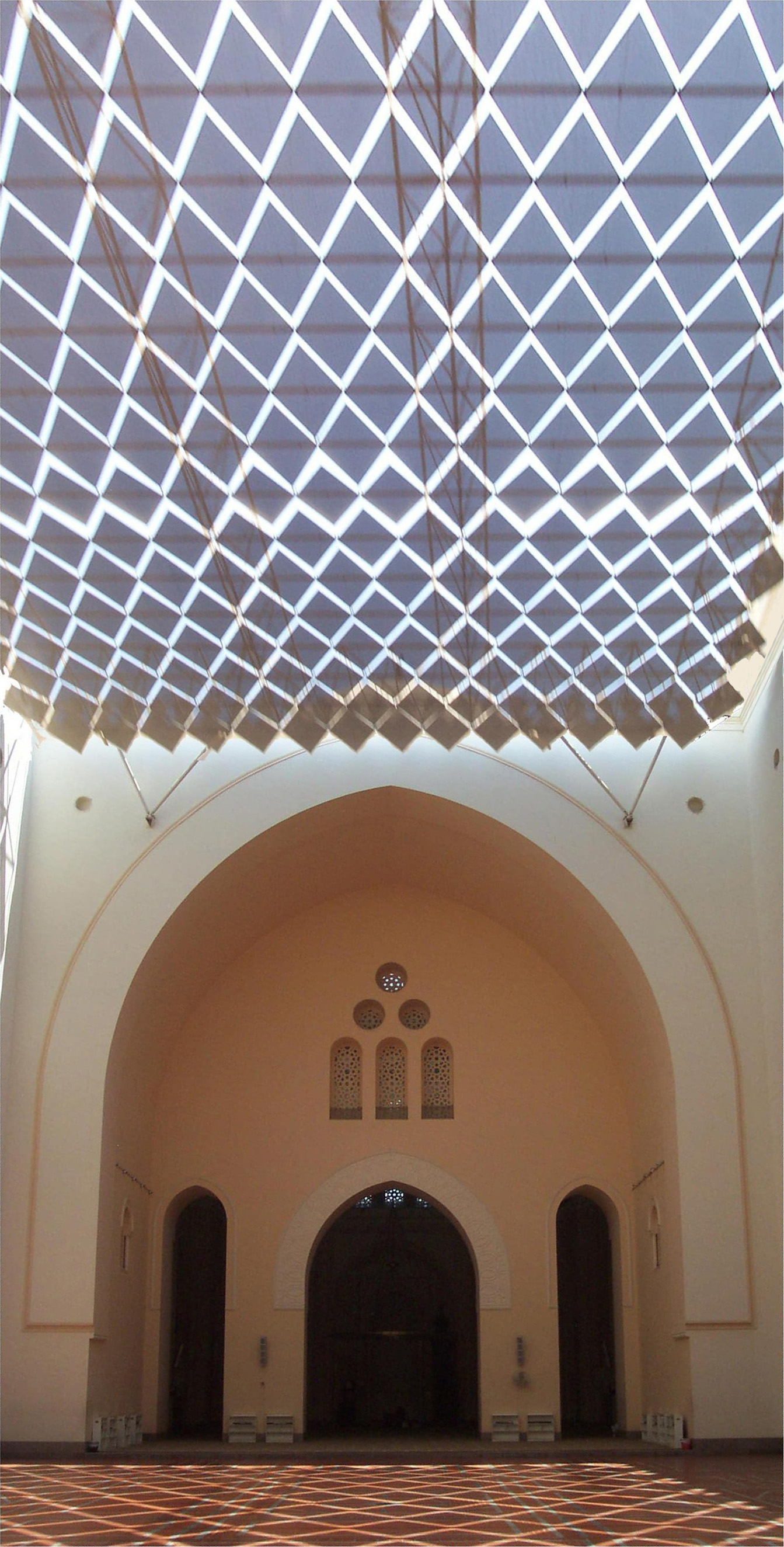
Mešita krále Saúda
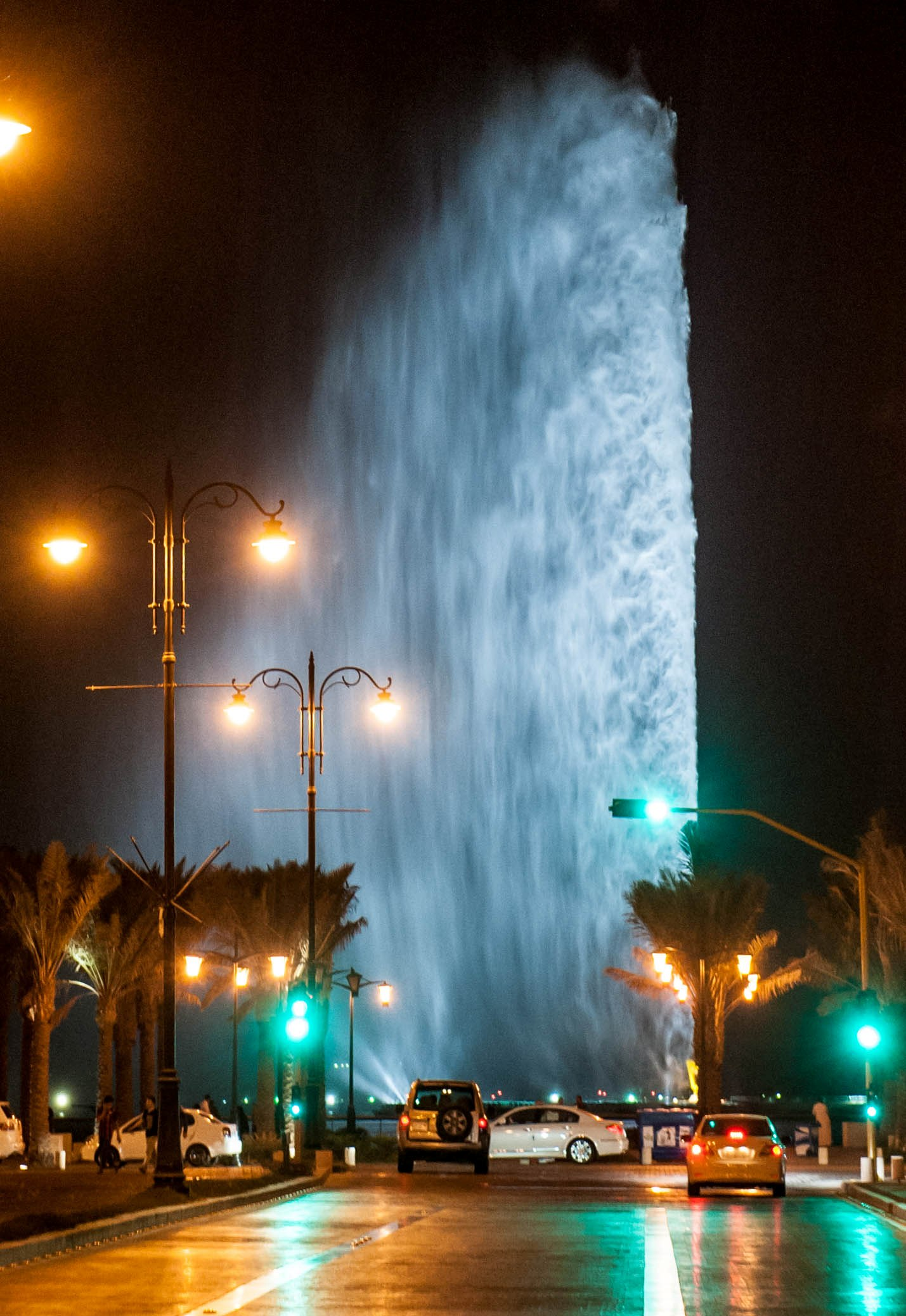
Fahdova fontána

## Osobnosti
- Mohamed bin Nájif (* 1959) – bývalý korunní princ a ministr vnitra
- Valíd Abú al-Chaír (* 1979) – právník a aktivista v oblasti lidských práv, odsouzen k 15 letům odnětí svobody
- Mohamed bin Salmán (* 1985) – syn krále Salmána, korunní princ
- Raha Moharrak (* 1986) – horolezkyně, nejmladší žena, která zdolala Mount Everest
- Saúd Abdulhamíd (* 1999) – fotbalista

## Partnerská města
Džidda má 23 partnerských měst:
- Almaty, Kazachstán
- Ammán, Jordánsko
- Baku, Ázerbájdžán
- Alexandria, Egypt
- Káhira, Egypt
- Stuttgart, Německo
- Dubaj, Spojené arabské emiráty
- Jakarta, Indonésie
- Istanbul, Turecko
- Adana, Turecko
- Johor Bahru, Malajsie
- Kazaň, Rusko
- Karáčí, Pákistán
- Mary, Turkmenistán
- Oděsa, Ukrajina
- Oš, Kyrgyzstán
- Plovdiv, Bulharsko
- Casablanca, Maroko
- Rio de Janeiro, Brazílie
- Šimonoseki, Japonsko
- Petrohrad, Rusko
- Štrasburk, Francie
- Sian, Čína